# Яжич, Анте
А́нте Я́жич (хорв. и англ. Ante Jazić; род. 26 февраля 1976, Бедфорд, Новая Шотландия, Канада) — канадский футболист.

## Биография

### Клубная карьера
Начал футбольную карьеру в молодёжном клубе «Халифакс Кинг оф Донеир». В 1996 году попал в университет Дэлхаузи, где выступал за команду «Дэлхаузи Тайгерс». В 1997 году отправился в Хорватию играть за клуб «Хрватски Драговоляц», который выступал в одном из низших дивизионов. Провёл 54 матча и забил 4 мяча.
В 1999 году стал игроком «Хайдука» Сплит. В первом сезоне провёл 24 матча и забил 1 мяч в сезоне 1999/2000, а клуб занял второе место в чемпионате, отстав на 14 очков от загребского «Динамо». В сезоне 2000/01 провёл всего 16 матчей в чемпионате, после чего перешёл в австрийский «Рапид» Вена. Регулярно выходил в основном составе, за четыре сезона провёл 107 матче, забил один гол.
В 2004 году перешёл в российский клуб «Кубань», став первым канадцем в чемпионате России. Дебютировал 3 июля, выйдя на замену на 46-й минуте в матче 14-го тура против московского «Динамо» (0:0). Всего провёл за «Кубань» 11 матчей. В своём последнем матче, который состоялся 23 октября 2004 года, против «Торпедо», Яжич вышел на замену на 44-й минуте матча, после окончания первого тайма не покинул поле, а стал разминаться, дожидаясь начала второго тайма. После начала второго тайма стало ясно, что Яжич получил травму во время разминки, так на 46-й минуте второго тайма его заменил Мариян Вука, таким образом Яжич установил своеобразный рекорд сезона, проведя на поле после замены две минуты, после которых был заменён. Как позже выяснилось, Яжич получил травму задней поверхности бедра и больше в составе «Кубани» не появлялся. По итогам чемпионата России 2004 «Кубань» заняла 15-е место, покинув премьер-лигу. Яжичу пришлось покинуть клуб, так как в первом дивизионе имел место существенный лимит на легионеров.
В течение полугода не выступал. 27 июня 2006 года подписал контракт с клубом MLS «Лос-Анджелес Гэлакси». В течение двух с половиной лет провёл за клуб 44 матча. 15 января 2009 года был выбран на драфте под 19 номером клубом «Чивас США».

### Карьера в сборной
В составе сборной Канады Яжич дебютировал 18 мая 1998 года в товарищеской игре с Македонией, за это время он провёл в сборной 33 матча и забил 1 гол.

## Достижения
- Обладатель Кубка Хорватии: 1999/00